# Noirétable
Noirétable est une commune française située dans le département de la Loire en région Auvergne-Rhône-Alpes, et faisant partie de Loire Forez Agglomération.

## Géographie

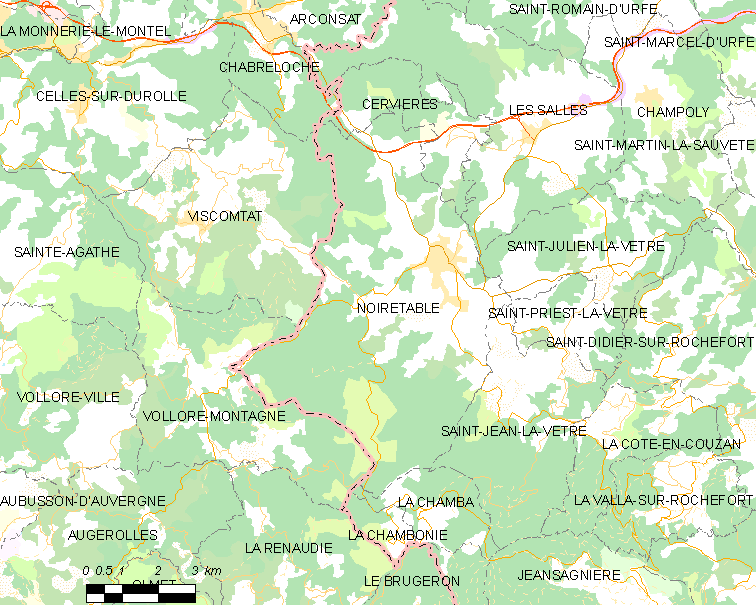
Localisation du village et des communes aux alentours

| Chabreloche (Puy-de-Dôme)      | Cervières  | Les Salles          |
| Viscomtat (Puy-de-Dôme)        | Noirétable | Vêtre-sur-Anzon     |
| Vollore-Montagne (Puy-de-Dôme) | La Chamba  | Saint-Jean-la-Vêtre |

Noirétable fait partie du Forez, dans sa partie montagneuse. La commune est située à 24 kilomètres à l'est de Thiers, à 43 kilomètres au nord-ouest de Montbrison, à 5 kilomètres au sud de la sortie 4 de l'autoroute A72 reliant Clermont-Ferrand à Saint-Étienne. 

Noirétable est traversé par la D1089, ancienne N89 Lyon-Bordeaux, sur laquelle il est situé entre Thiers (à l'ouest) et Feurs (44 km à l'est-sud-est).
L'Anzon, affluent du Lignon du Forez et sous-affluent de la Loire, prend source dans le sud de la commune.
Depuis le 27 juillet 2011 Noirétable fait partie du parc naturel régional Livradois-Forez.

### Climat
Pour des articles plus généraux, voir Climat d'Auvergne-Rhône-Alpes et Climat de la Loire.
En 2010, le climat de la commune est de type climat des marges montargnardes, selon une étude du Centre national de la recherche scientifique s'appuyant sur une série de données couvrant la période 1971-2000. En 2020, Météo-France publie une typologie des climats de la France métropolitaine dans laquelle la commune est exposée à un climat de montagne ou de marges de montagne et est dans la région climatique Nord-est du Massif Central, caractérisée par une pluviométrie annuelle de 800 à 1 200 mm, bien répartie dans l’année.
Pour la période 1971-2000, la température annuelle moyenne est de 9,5 °C, avec une amplitude thermique annuelle de 15,8 °C. Le cumul annuel moyen de précipitations est de 1 017 mm, avec 11,2 jours de précipitations en janvier et 7,9 jours en juillet. Pour la période 1991-2020, la température moyenne annuelle observée sur la station météorologique de Météo-France la plus proche, « Col de la Loge_sapc », sur la commune de La Chamba à 7 km à vol d'oiseau, est de 7,2 °C et le cumul annuel moyen de précipitations est de 1 273,4 mm,. Pour l'avenir, les paramètres climatiques de la commune estimés pour 2050 selon différents scénarios d'émission de gaz à effet de serre sont consultables sur un site dédié publié par Météo-France en novembre 2022.

## Urbanisme

### Typologie
Au 1er janvier 2024, Noirétable est catégorisée bourg rural, selon la nouvelle grille communale de densité à sept niveaux définie par l'Insee en 2022.
Elle est située hors unité urbaine et hors attraction des villes,.

### Occupation des sols
L'occupation des sols de la commune, telle qu'elle ressort de la base de données européenne d’occupation biophysique des sols Corine Land Cover (CLC), est marquée par l'importance des forêts et milieux semi-naturels (62,7 % en 2018), une proportion sensiblement équivalente à celle de 1990 (62,6 %). La répartition détaillée en 2018 est la suivante : 
forêts (60,2 %), prairies (31,9 %), zones urbanisées (3,6 %), milieux à végétation arbustive et/ou herbacée (2,6 %), zones agricoles hétérogènes (1,3 %), terres arables (0,4 %). L'évolution de l’occupation des sols de la commune et de ses infrastructures peut être observée sur les différentes représentations cartographiques du territoire : la carte de Cassini (XVIIIe siècle), la carte d'état-major (1820-1866) et les cartes ou photos aériennes de l'IGN pour la période actuelle (1950 à aujourd'hui).

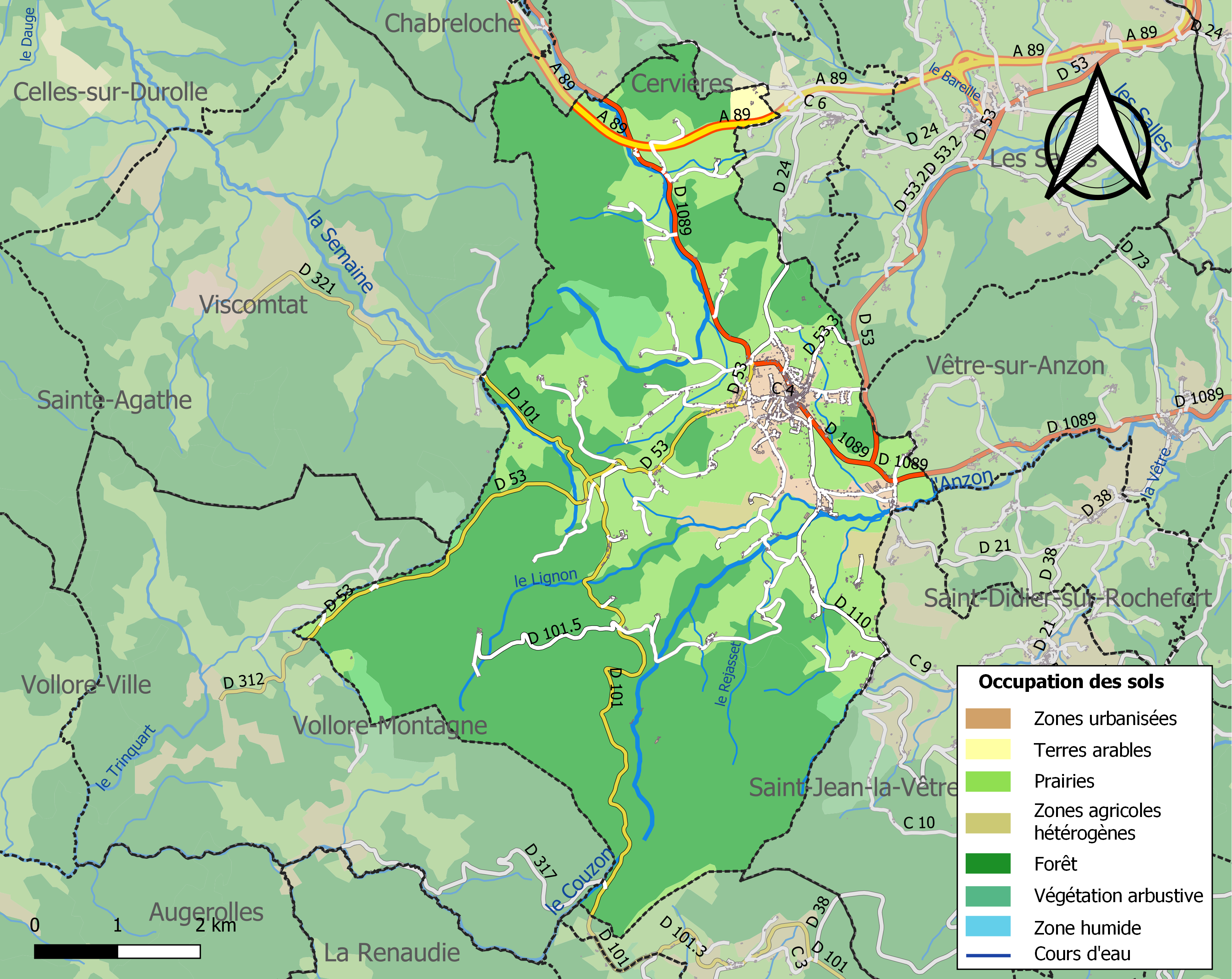
Carte des infrastructures et de l'occupation des sols de la commune en 2018 (CLC).

## Toponymie
Attestée sous la forme  Nigro Stapulo en 1095, Nigro Stabulo en 1130. Formation sur le latin Nigro qui signifie  noir et de Stabulum qui désigne une étable, une écurie et par extension une auberge, un gite.
Noirétable est traditionnellement située au point de rencontre de deux langues régionales : l'auvergnat et le francoprovençal. Ces deux langues y étaient autrefois parlées. Ainsi son nom était Neitrable en auvergnat, et Nêrtrâblo en forézien, dialecte du francoprovençal.

## Histoire

### XIesiècle
Les moines de Cluny s'installent à Noirétable vers la fin du XIe siècle : la première mention écrite connue du prieuré bénédictin de Saint-Bonnet est de 1096 - l'année où Urbain II prêche la première croisade à Clermont-Ferrand. Son hostellerie de la Forêt Noire donne son nom à Nerestable, situé sur une importante voie d'accès vers les grands ports du sud.

### XIIIesiècle
L'Ermitage est installé dans la prairie près d'une fontaine miraculeuse ; son pèlerinage est attesté en 1288. Il attire les pèlerins d'Auvergne - notamment de Thiers et de la vallée de la Dore. Ses chapelains viennent de Clermont. Au fil des siècles, il  relève des sulspiciens, bénédictins, franciscains, pères de l'union du Saint-Sacrement, missionnaires de la Salette à partir de 1889.

### XVIesiècle
Le prieuré est supprimé en 1507 peu après l'effondrement de son clocher ; ses bâtiments appartiennent alors aux moniales du couvent de Laveine.
Noirétable voit s'installer un des premiers relais des grandes routes de France, avec la première mention d'un maître de poste en 1545 : "Honorable de Fougerolles" y est portier du Roi. Le relais est situé à 872 m d'altitude au col des monts du Forez, à la limite des généralités d'Auvergne et du Lyonnais. Montaigne y passe le 15 novembre 1581 à son retour de Rome vers sa mairie de Bordeaux. La route Lyon-Bordeaux, qui y passe, est aménagée juste après celle de Paris-Lyon-Turin.

### XVIIesiècle
Un monastère est créé au début du règne de Louis XIV (1643-1715), dans l'esprit du concile de Trente (1545-1563) : il est aménagé en 1656-1659 comme Maison Royale pour évangéliser les paysans montagnards ; le roi le dote de 126 arpents des Bois de l'Ermitage. Habité à l'origine par 16 prêtres et jusqu'à 30 à son apogée, c'est aussi un séminaire de formation et réputé pour ses missionnaires jusqu'en Haute Auvergne (Salers) et dans le Velay.

### XVIIIesiècle
En 1700 - au milieu du petit âge glaciaire et peu après la grande famine de 1693-1694 -, la paroisse compte 800 habitants vivant principalement dans les hameaux qui entourent un petit village ; le très populaire Mandrin, qui cible les fermiers généraux collecteurs de taxes, officie à Noirétable en 1754. Le nombre d'habitants remonte : 1 500 habitants en 1770, 1 970 habitants en 1801, plus de 2 000 habitants en 1821.
Un couvent est bâti en 1745-1748, agrandi en 1898-1900, rebâti après l'incendie de 1951.
La D1089 qui traverse la ville est ouverte en 1770 par l'abbé Terray, de Boën, ministre d'État sous Louis XV (règne 1715-1774) ; elle est nommée nationale 83 jusqu'après 1947.
La chapelle des Pénitents, ancienne église du prieuré, est vendue en 1791 à la municipalité et transformée en 'maison commune' ; à terme, elle devient la mairie.

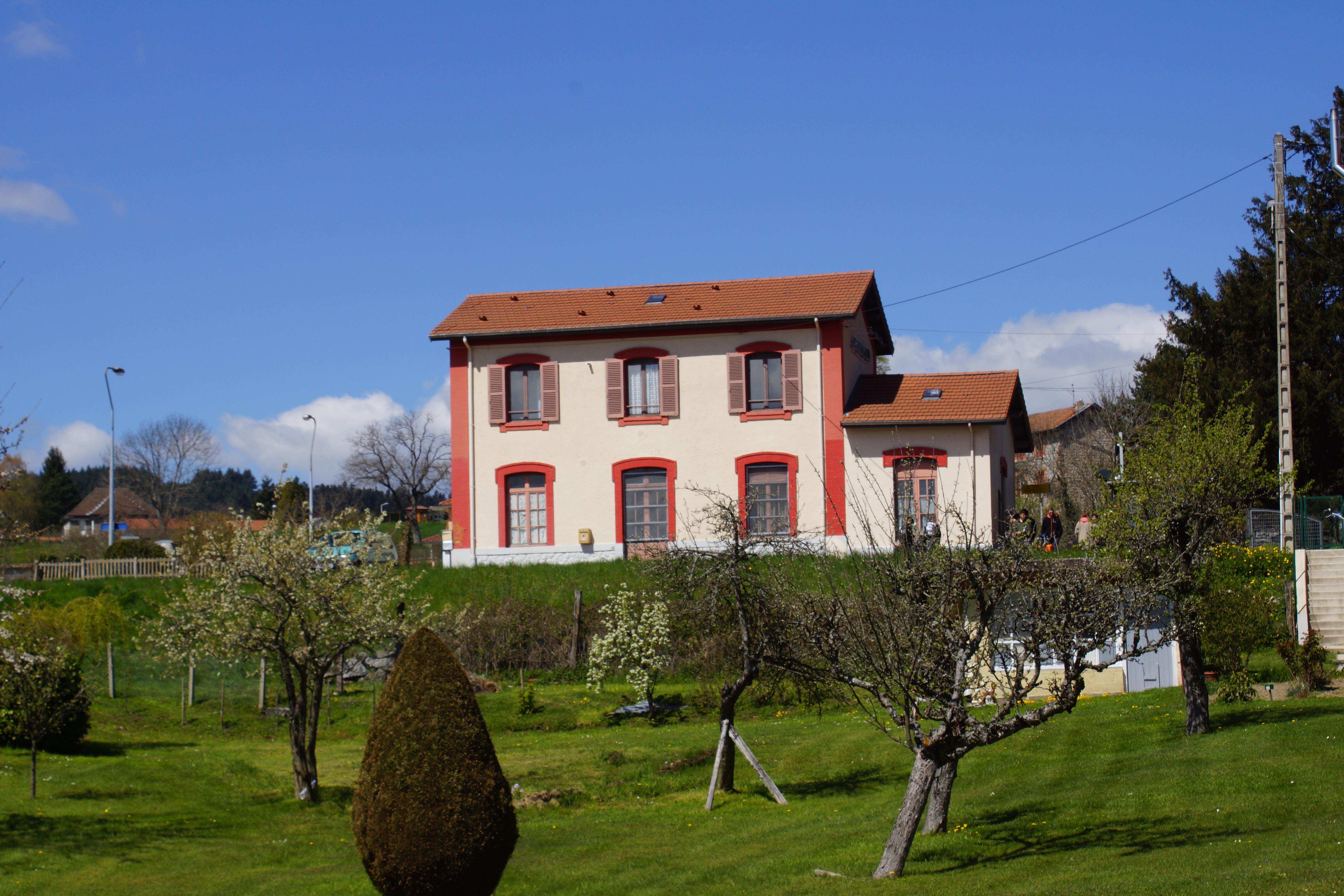
Gare de Noiretable.

### XIXesiècle
L'oratoire de la Fontaine date de 1870-1878.
En 1876 est inaugurée la gare du PLM, avec la gare de la station « Noirétable Station Climatique » ; en 1950 elle vend 12 000 billets par an et le transit de marchandises y est important.

### XXesiècle
L'église est construite en 1931-1936.
Le 27 octobre 1972, vers 19 h 20, le Vickers 724 Viscount F-BMCH assurant le vol 696 Air Inter, entre Lyon-Bron et Clermont-Ferrand-Aulnat, s'écrase sur le pic Picot, dans les bois de la Faye à environ 1 000 m d'altitude et à un peu plus de 3 km du village de Noirétable. Arrivant de l'aéroport de Lyon-Bron, l'avion préparait son approche de l'aéroport de Clermont-Ferrand, situé à une quarantaine de kilomètres, dans des conditions météorologiques difficiles. L'accident fait 60 victimes parmi les 68 personnes à bord. L'accident s'est produit sur la commune voisine de Viscomtat, dans le département du Puy-de-Dôme, juste à la limite de la commune de Noirétable mais l'accès des secours, dans la nuit et sous la pluie, et l'évacuation des blessés se sont faits par Noirétable dont le réfectoire du collège fut transformé en chapelle ardente, donnant à l'accident son nom de « crash de Noirétable ». C'est l'accident aérien le plus meurtrier dans la région Auvergne.

## Politique et administration
| Période                                  | Période       | Identité                 | Étiquette | Qualité                         |
| ---------------------------------------- | ------------- | ------------------------ | --------- | ------------------------------- |
| Les données manquantes sont à compléter. |               |                          |           |                                 |
|                                          | 1791          | Etienne Boulet           |           |                                 |
| 1791                                     | 12 Août 1793  | Mathieu Janvier          |           |                                 |
| Août 1793                                | Juillet 1795  | Pierre Grangeneuve       |           |                                 |
| Juillet 1795                             | Juin 1800     | Mathieu Charbonnier      |           |                                 |
| 9 juin 1800                              | 1804          | Jean-Baptiste Perdrigeon |           | Notaire                         |
| 1804                                     | 1807          | Henri Grangeneuve        |           |                                 |
| 1807                                     |               | Guillaume Vernet         |           |                                 |
| 1904                                     | 1926          | (M.) Just De Villechaize |           |                                 |
| 1926                                     | 1944          | (M.) Louis Doyon         |           |                                 |
| 1944                                     | 1947          | (M.) Louis Duboisset     |           |                                 |
| 1947                                     | 1960          | (M.) Jean Riol           |           |                                 |
| 1960                                     | 1965          | (M.) Jean Charbonnier    |           |                                 |
| 1965                                     | juin 1995     | (M.) Claude Mont         | UDF       | Sénateur                        |
| juin 1995                                | décembre 2021 | (M.) Denis Tamain        | DVG       | Éleveur de brebis et de moutons |
| décembre 2021                            | En cours      | (M.) Julien Degout       |           | Commerçant                      |

,
Noirétable faisait partie de la communauté de communes des Montagnes du Haut Forez de 1996 à 2016 puis a intégré Loire Forez Agglomération.

## Démographie
L'évolution du nombre d'habitants est connue à travers les recensements de la population effectués dans la commune depuis 1793. Pour les communes de moins de 10 000 habitants, une enquête de recensement portant sur toute la population est réalisée tous les cinq ans, les populations de référence des années intermédiaires étant quant à elles estimées par interpolation ou extrapolation. Pour la commune, le premier recensement exhaustif entrant dans le cadre du nouveau dispositif a été réalisé en 2006.

En 2022, la commune comptait 1 587 habitants, en évolution de −0,63 % par rapport à 2016 (Loire : +1,32 %, France hors Mayotte : +2,11 %).
| 1793  | 1800  | 1806  | 1821  | 1831  | 1836  | 1841  | 1846  | 1851  |
| ----- | ----- | ----- | ----- | ----- | ----- | ----- | ----- | ----- |
| 1 500 | 1 887 | 1 937 | 2 027 | 1 914 | 1 902 | 1 771 | 1 986 | 1 968 |

| 1856  | 1861  | 1866  | 1872  | 1876  | 1881  | 1886  | 1891  | 1896  |
| ----- | ----- | ----- | ----- | ----- | ----- | ----- | ----- | ----- |
| 1 954 | 1 896 | 1 888 | 2 044 | 2 359 | 2 024 | 2 065 | 2 119 | 2 052 |

| 1901  | 1906  | 1911  | 1921  | 1926  | 1931  | 1936  | 1946  | 1954  |
| ----- | ----- | ----- | ----- | ----- | ----- | ----- | ----- | ----- |
| 2 214 | 2 155 | 2 150 | 2 042 | 1 978 | 1 948 | 1 858 | 1 903 | 1 668 |

| 1962  | 1968  | 1975  | 1982  | 1990  | 1999  | 2006  | 2011  | 2016  |
| ----- | ----- | ----- | ----- | ----- | ----- | ----- | ----- | ----- |
| 1 793 | 1 850 | 1 873 | 1 838 | 1 719 | 1 637 | 1 694 | 1 647 | 1 597 |

| 2021  | 2022  | - | - | - | - | - | - | - |
| ----- | ----- | - | - | - | - | - | - | - |
| 1 582 | 1 587 | - | - | - | - | - | - | - |

## Culture locale et patrimoine

### Lieux et monuments

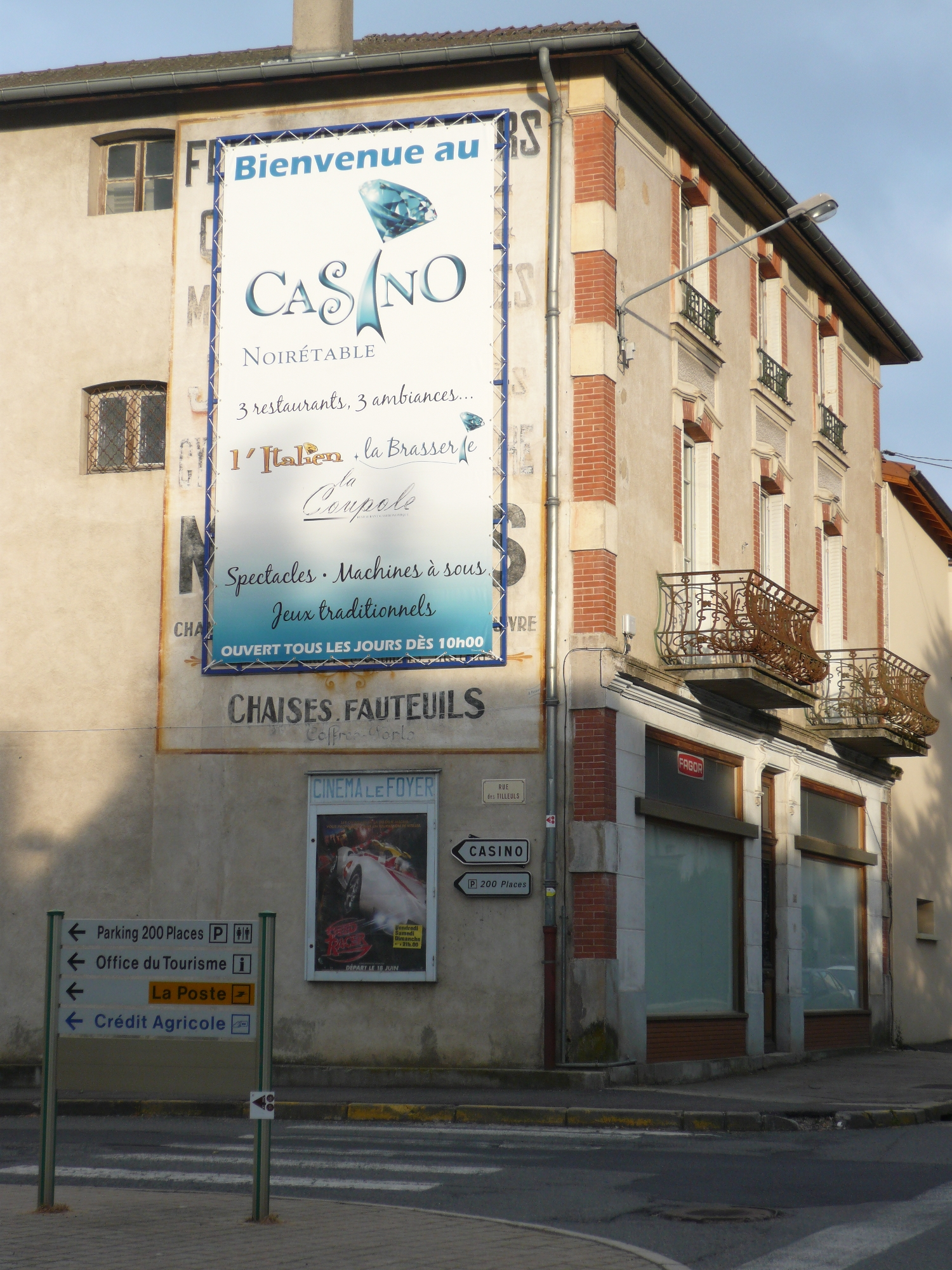
Une rue de Noirétable.
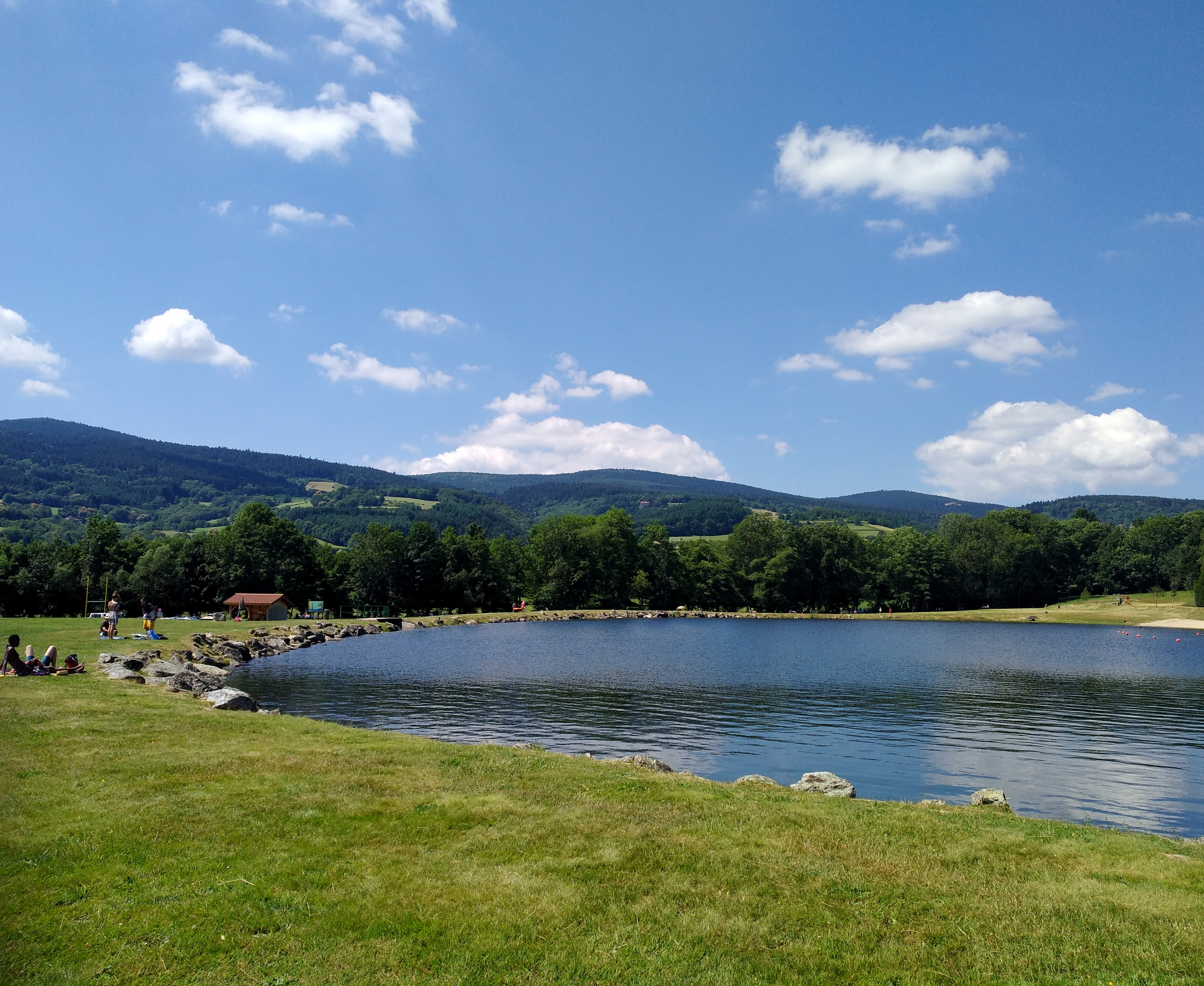
Plan d'eau de la Roche.

Noirétable appartient à l'entité des Bois Noirs (secteur couvrant une partie de l'Allier, de la Loire et du Puy-de-Dôme)
- musée sur l'histoire de Noirétable.
- Église Notre-Dame-de-l'Hermitage : au sud de Noirétable, à 1 110 m d'altitude.
- Église de l'Assomption-de-la-Vierge de Noirétable.
- Les forges foréziennes : forge et finition d'articles de coutellerie.
- Le tissage au fil d'or - Pays des Grenadières XIXe & XXe siècle
- CFPPA, dont la spécialité est la traction animale avec cheval avec débardage[35]

- le plan d'eau.
- le lavoir de la Conche.
- le casino.
- La ferme du Phaux.
- Château de Noiretable, XIXe siècle - 31 pièces, 22 chambres, parc de 18 ha

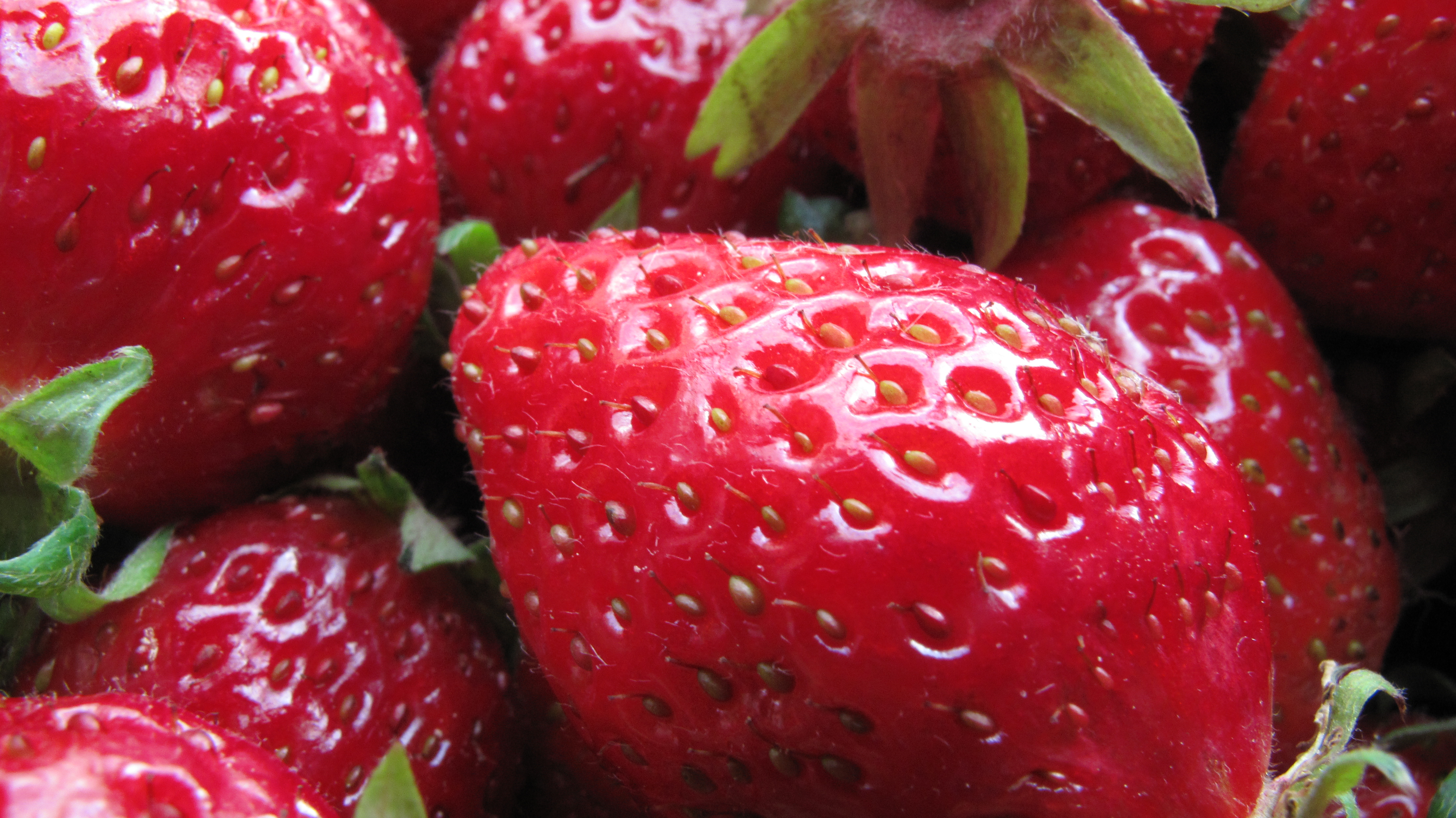
Les fraises du Phaux.

Au mois de mai a lieu le festival les Troncs Sonnés, regroupant des artistes, et des artisans autour du bois.

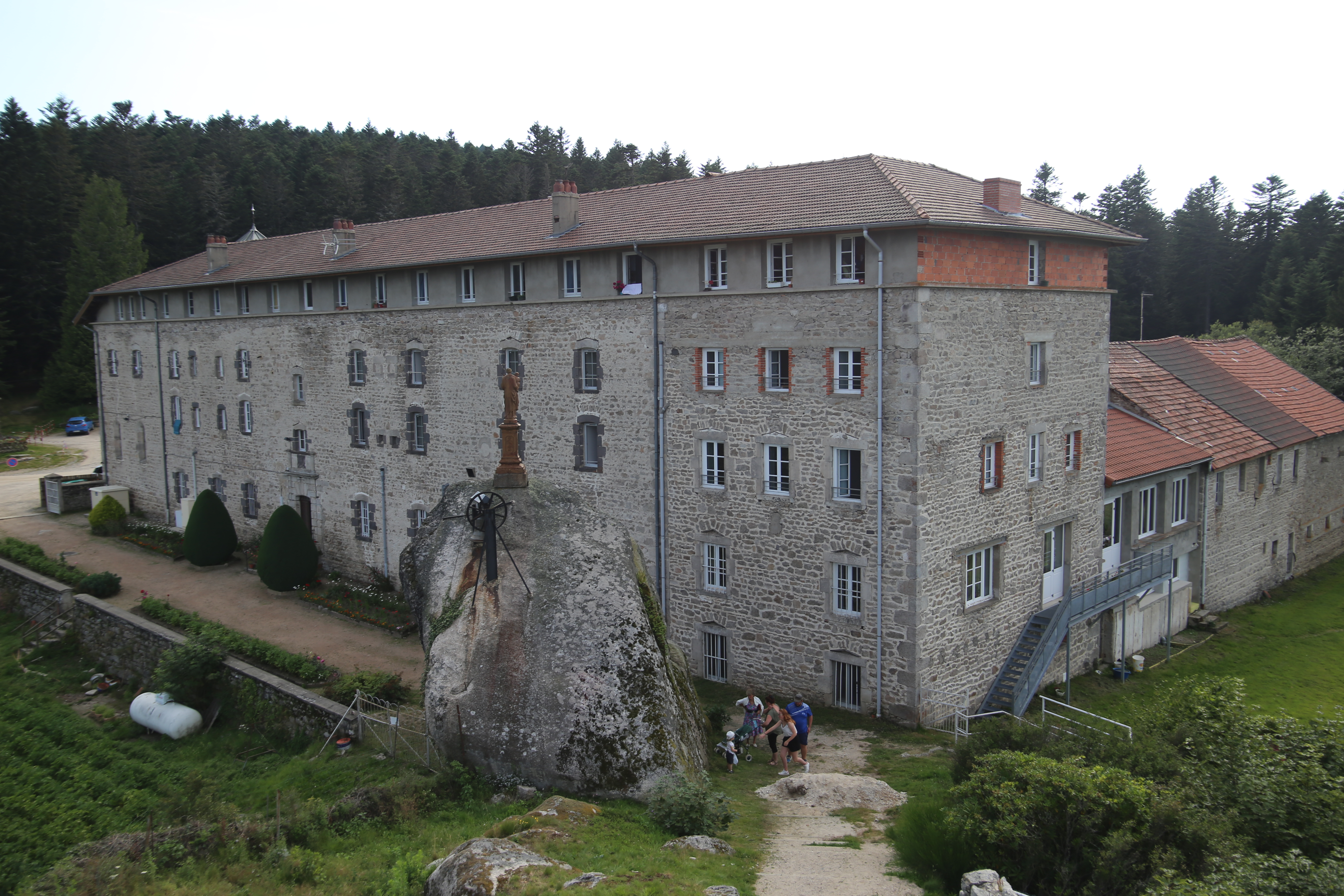
Monastère Notre-Dame de l'Hermitage
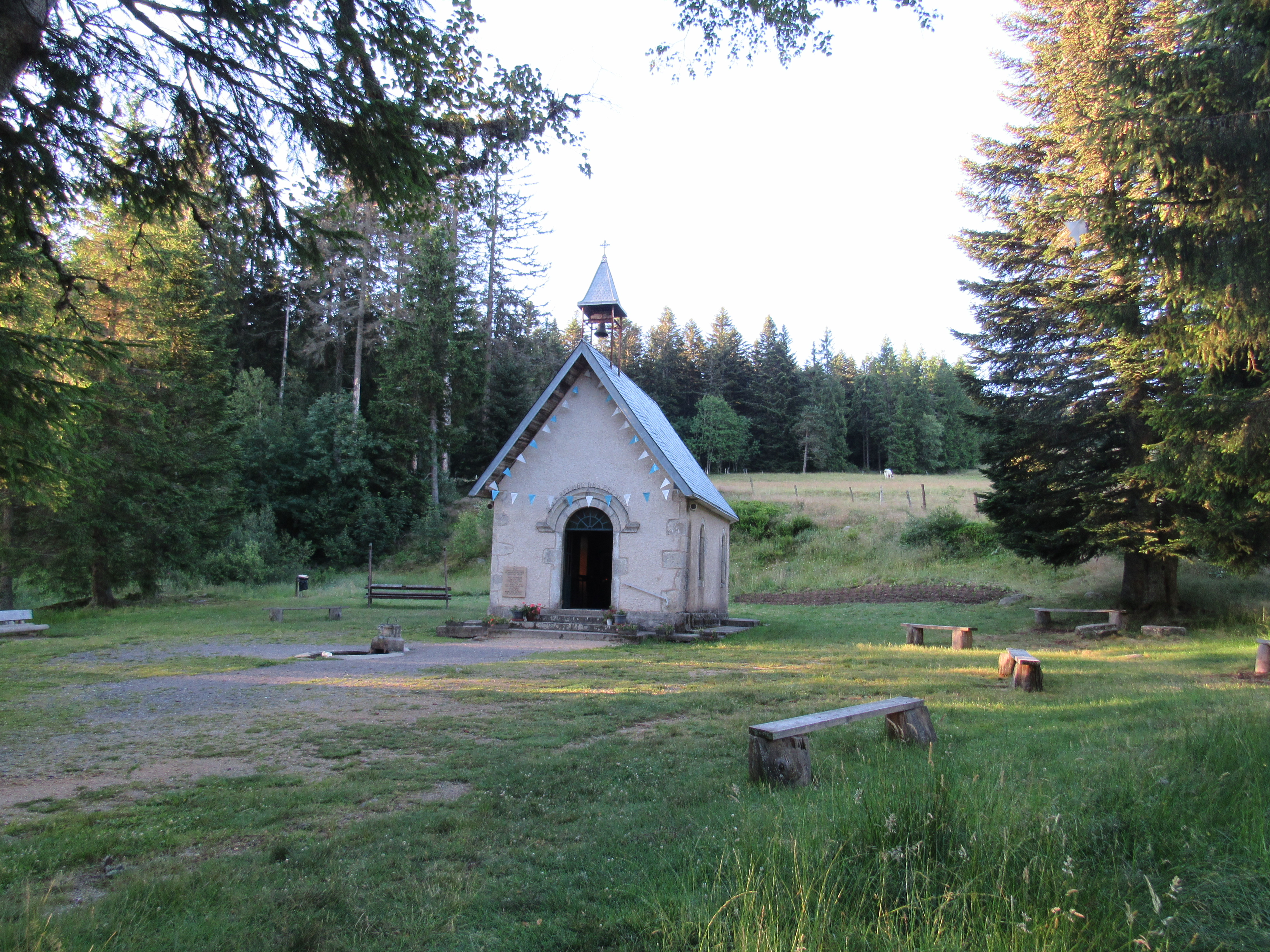
Chapelle de la Source, Notre-Dame-de-l'Hermitage.
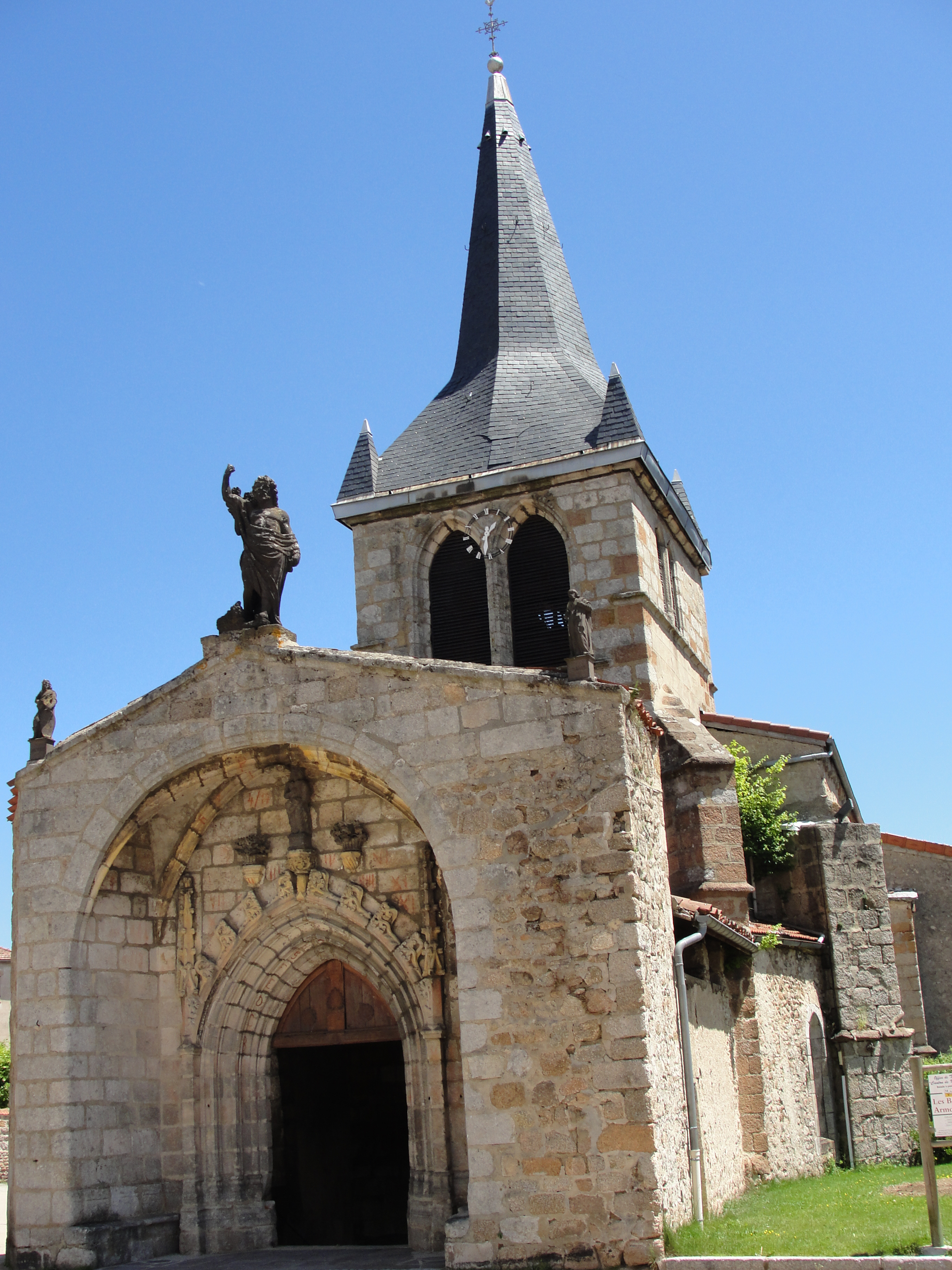
Église de l'Assomption-de-la-Vierge.

### Héraldique
|  | Les armoiries de Noirétable se blasonnent ainsi : D'azur à la montagne de trois coupeaux de sable, chacun sommé d'un sapin de sinople. Devise : « nigrum stabulum ». Ces armes sont fautives (sable et sinople sur azur). |

### Langue locale
Noirétable, s'inscrivant historiquement dans le système linguistique de l'occitan auvergnat influencé par le francoprovençal fait partie du sous-dialecte du parler thiernois et en forme sa limite est.

## Personnalités liées à la commune

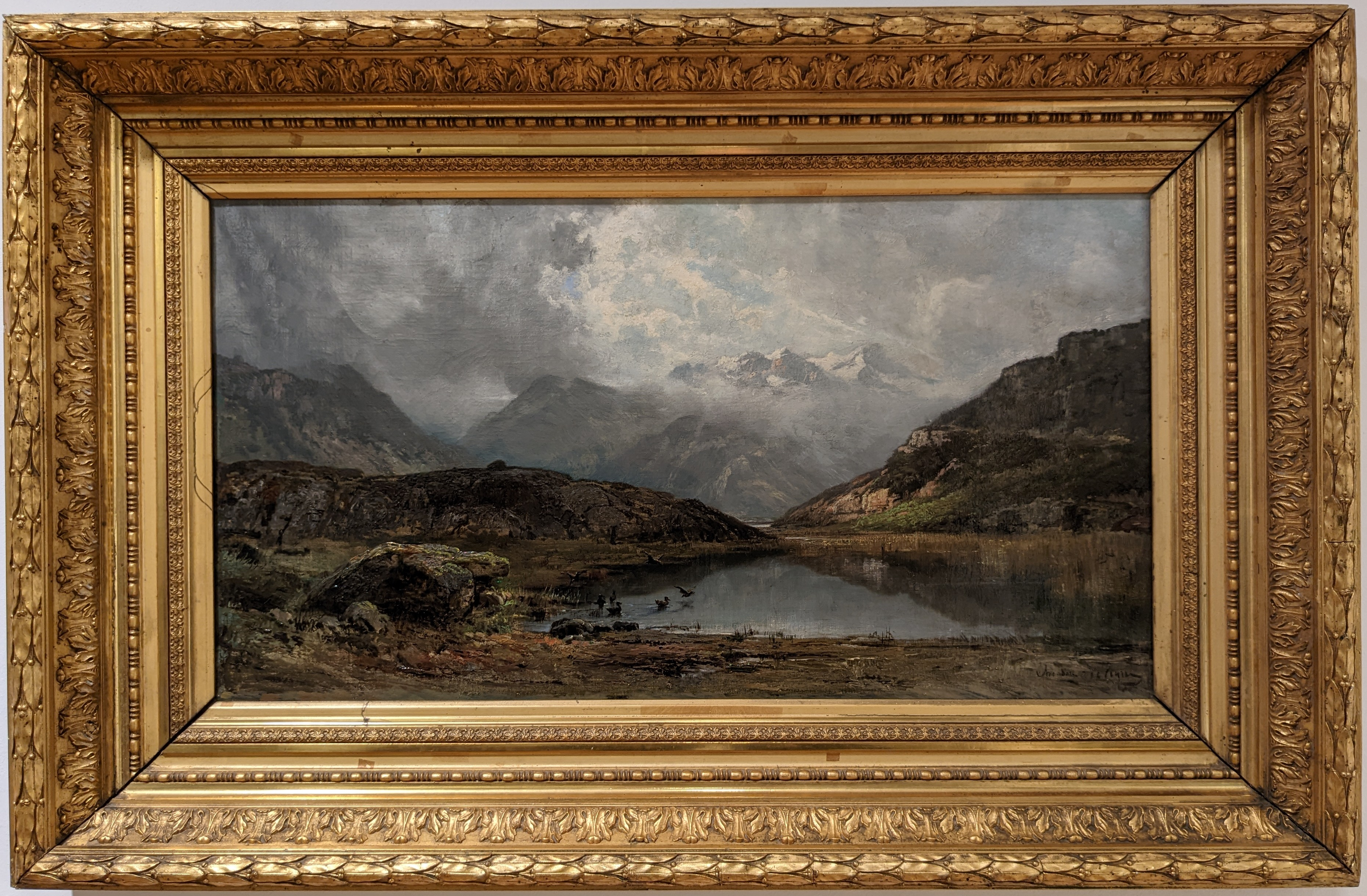
Paysage de montagne avec lac, Théodore Levigne

- Théodore Levigne (1848-1912), artiste peintre né à Noirétable, il vécut et travailla à Lyon, Paris, et est enterré à Saint-Romain-au-Mont-d'Or (Rhône) sans avoir eu de descendance.
- Paul Veysseyre (1896-1963), architecte français en Indochine et Chine, est né à Noirétable. Il a notamment construit le cercle sportif français et le palais du gouverneur de Shanghaï.
- Benezet Vidal, auteur de langue occitane, a résidé et écrit à Noirétable[38].
- Henri Jourdan (1901-1993) : ancien normalien, directeur de l'Institut français de Bonn puis de Londres. Henri Jourdan a obtenu la médaille des Justes pour ses activités de résistance en aidant à fuir de jeunes étudiants juifs allemands. Il a été le traducteur en français de Ernst Curtius, auteur de Balzac[39].
- Claude Mont (1913-2001), sénateur et député de la Loire, maire de Noirétable de 1965 à 1995.
- François Eugène Manissol (1858-1884) : Natif de Saint-Romain-d’Urfé. Il a étudié à l’école de Les Salles puis à l’école des frères chrétiens de Noirétable puis au prieuré de Saint-Jodard, près de Roanne. Il est ordonné prêtre puis part le 13 février 1858 dans le Tonkin occidental. Il y est massacré le 6 janvier 1884 à Ban Pong (province de Thanh-Hoa).(Voir J.G, « M. Eugène Manissol », in Martyrs confesseurs et serviteurs de la foi, Bourg, imprimerie de J.M. Villefranche, 1892, 249-257).

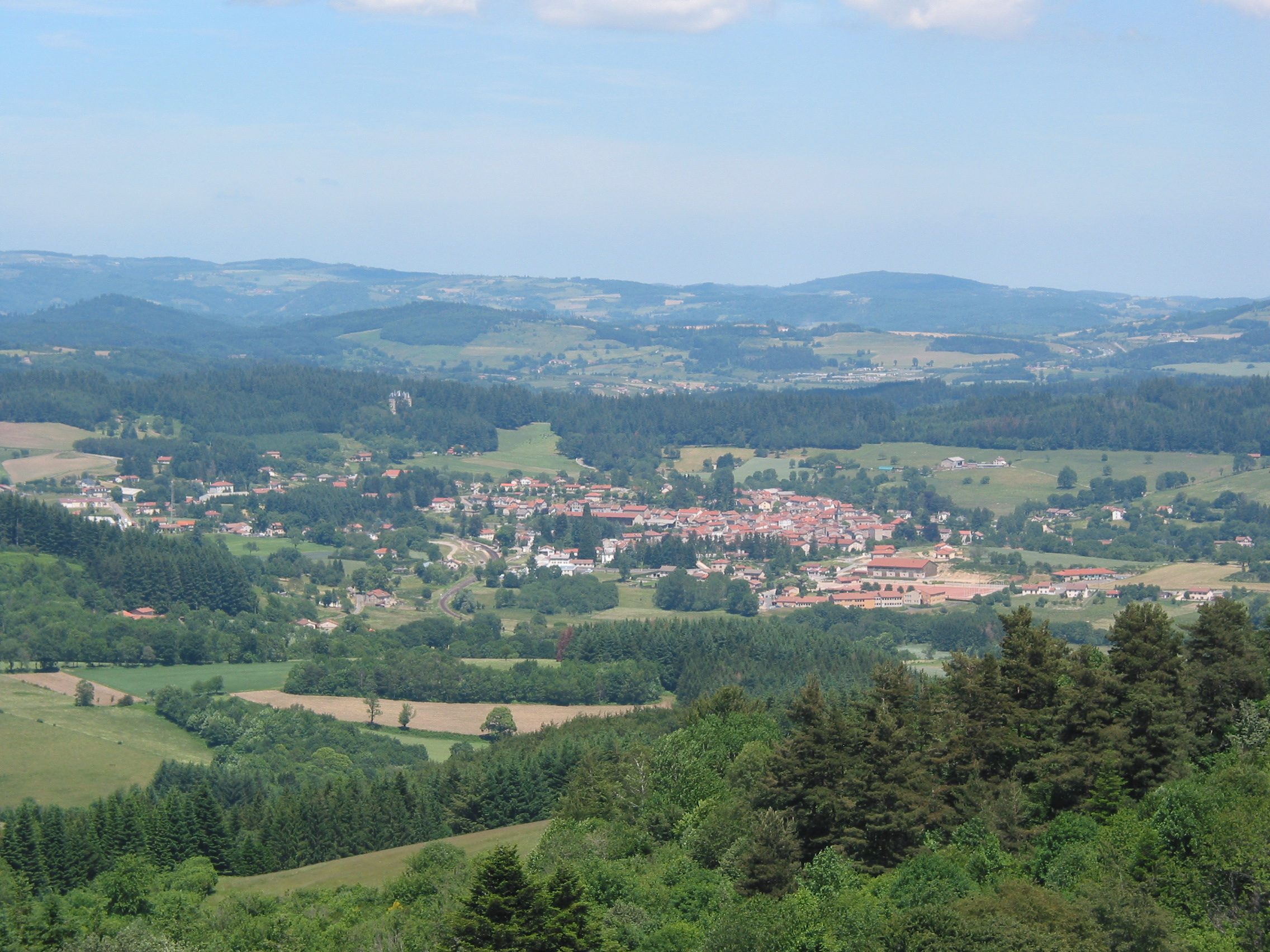
Vue générale de Noirétable.
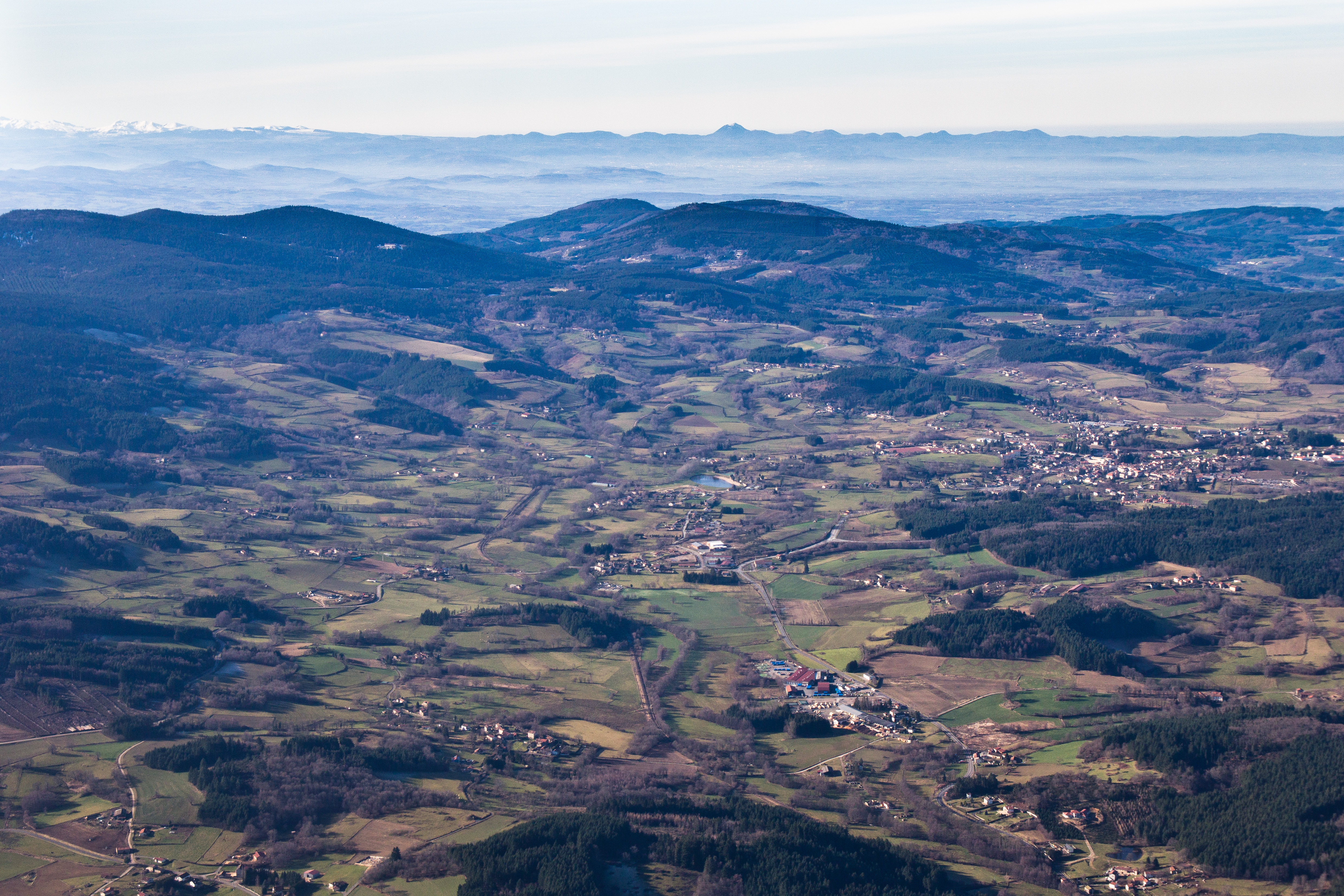
Noirétable, à deux pas du Puy de Dôme et du Puy de Sancy.